# Megadermovití
Megadermovití (Megadermatidae) je čeleď netopýrů, jejíž jedinci žijí ve střední Africe, ve východní a jižní Asii a v Austrálii. Má 4 žijící rody, které obsahují 5 druhů:
- rod Cardioderma
  - megaderma africká (Cardioderma cor)
- rod Lavia
  - megaderma žlutokřídlá (Lavia frons)
- rod Macroderma
  - megaderma australská (Macroderma gigas)
- rod Megaderma
  - megaderma indická (Megaderma lyra)
  - megaderma malá (Megaderma spasma)
- rod Saharaderma (vyhynulý)
  - Saharaderma pseudovampyrus